# 尼肖巴縣 (密西西比州)
尼肖巴縣（英語：Neshoba County）是美国密西西比州中部偏東的一個縣。面積1,481平方公里。根据2020年美國人口普查，共有人口29,087人。縣治費拉德爾菲亞（Philadelphia）。該縣成立於1833年12月23日，縣名來自同名的河，是喬克托語「狼」的意思。